# ローレン・L・ライダー
ローレン・リンカーン・ライダー（Loren Lincoln Ryder, 1900年3月9日 - 1985年5月28日）は、アメリカ合衆国のレコーディング・エンジニアである。彼は映画の音響技術の発展に大きく貢献し、そのキャリアを通じて数々の功績を残した。

## 生涯と教育
ローレン・リンカーン・ライダーは、1900年3月9日にアメリカ合衆国カリフォルニア州パサデナで生まれた。カリフォルニア大学バークレー校で物理学と数学を学び、1924年に卒業している。卒業後、彼はパシフィック・テレフォン・アンド・テレグラフ社で電話回線を通じた画像伝送技術の開発に携わった。

## 映画業界でのキャリア
1928年、ライダーはパラマウント・ピクチャーズに入社し、トーキー映画の黎明期における音響技術の分野で活躍した。1936年から1957年まで、彼は同スタジオの主任エンジニアおよび音響監督を務めている。この期間中に、ワイドスクリーンフォーマットである「ビスタビジョン」の開発や、磁気録音を使用した初の長編映画の製作など、多くの革新的な業績を達成した。彼の活動期間は1932年から1968年であった。
また、第二次世界大戦中には、ジョージ・S・パットン将軍の要請により、バルジの戦いにおいてアメリカ軍の戦車の音を偽装する技術的な支援を行ったことも知られている。

## アカデミー賞における功績
ライダーはアカデミー賞において、録音賞と特殊効果賞に合計14回ノミネートされたが、これらの競争部門での受賞はなかった。しかし、その一方で、競争部門のノミネーションとは異なる特別賞や科学技術賞を8回受賞している。
具体的には、1938年度の第11回アカデミー賞では、映画『北海の子』における特殊効果の功績に対して特別賞を授与された11名の1人である。さらに、1978年度（第51回）にはアカデミー科学技術賞で名誉賞に相当する表彰メダルが授与され、これ以外にも6度の科学技術賞を受賞した。

## 映画賞ノミネート
| 賞           | 年     | 部門       | 作品名           | 結果       |
| ------------ | ------ | ---------- | ---------------- | ---------- |
| アカデミー賞 | 1937年 | 録音賞     | 新天地           | ノミネート |
| アカデミー賞 | 1938年 | 録音賞     | 放浪の王者       | ノミネート |
| アカデミー賞 | 1939年 | 録音賞     | オペレッタの王様 | ノミネート |
| アカデミー賞 | 1939年 | 特殊効果賞 | 大平原           | ノミネート |
| アカデミー賞 | 1940年 | 録音賞     | 北西騎馬警官隊   | ノミネート |
| アカデミー賞 | 1940年 | 特殊効果賞 | Typhoon          | ノミネート |
| アカデミー賞 | 1941年 | 録音賞     | ひばり           | ノミネート |
| アカデミー賞 | 1942年 | 録音賞     | モロッコへの道   | ノミネート |
| アカデミー賞 | 1943年 | 録音賞     | Riding High      | ノミネート |
| アカデミー賞 | 1944年 | 録音賞     | 深夜の告白       | ノミネート |
| アカデミー賞 | 1945年 | 録音賞     | The Unseen       | ノミネート |
| アカデミー賞 | 1953年 | 録音賞     | 宇宙戦争         | ノミネート |
| アカデミー賞 | 1954年 | 録音賞     | 裏窓             | ノミネート |
| アカデミー賞 | 1956年 | 録音賞     | 十戒             | ノミネート |

受賞
1938年度の第11回アカデミー賞で『北海の子』に特別賞が贈られた特殊効果11名の1人であり、1978年度（第51回）にはアカデミー科学技術賞で名誉賞にあたる表彰メダルが授与された。またそれ以外に科学技術賞で6度の表彰を受けた。